# ダニエル・シュッツ
ダニエル・シュッツ（Daniel Schütz、1991年6月19日 - ）は、オーストリア・シュタイアーマルク州モースキルヒェン出身のサッカー選手。元U21オーストリア代表。SKNザンクト・ペルテン所属。ポジションはミッドフィールダー。

## 経歴
6歳の時USVモースキルヒェンでサッカーを始める。早くから才能を見出され2005年1月、当時オーストリア・ブンデスリーガ1部 に属していたグラーツァーAKにレンタル移籍する。2005年7月完全移籍、同クラブのアカデミーで各年代別のチームに所属し経験を積む。
2007-08シーズン、レギオナールーガ・ミッテ(オーストリア3部)において、主力メンバーとして27試合に出場し、4得点を記録する。
2010年2月1日、SCラインドルフ・アルタッハと自身初めてのプロ契約を結ぶ。即レギュラーの座をつかみ、オーストリア・ブンデスリーガ2部において前半シーズン13試合に出場する。2010年4月6日、FCヴァッカー・インスブルック戦で初得点を記録する。
当時の監督だったアドルフ・ヒュッターをして「彼の俊敏性と高度な技術は右サイドハーフとして理想の選手である」と言わしめた。
最終節の2010年5月28日、2009-10シーズンでリーグ最速の試合開始50秒でゴールを決めている。
2011年夏、オーストリア・ブンデスリーガ1部のFCヴァッカー・インスブルックに移籍する。同クラブでは公式戦90試合に出場し9得点10アシストを決める。
2014年夏、SVグレーディヒに移籍する。UEFAヨーロッパリーグ2次予選ラウンドのFKチュカリチュキ戦で初めて国際試合に出場し2得点を記録しチームの勝利に貢献する。
2016年夏、SKNザンクト・ペルテンに2018年6月までの契約で移籍する。オーストリア・ブンデスリーガにおいて5シーズンで計105試合に出場する。
2021年6月、SKNザンクト・ペルテンと2022年までのオプション付きの契約延長をする。
2022年5月、オプション付きで2023年までの契約延長をする。

## タイトル
2010年度4月と10月の2度、オーストリア・ブンデスリーガ月間“ヤングスター”賞に選出される。